# Tarvaia peruvensis
Tarvaia peruvensis is een rondwormensoort uit de familie van de Tarvaiidae. De wetenschappelijke naam van de soort is voor het eerst geldig gepubliceerd in 1979 door Nichols & Musselman.